# Isaac Held

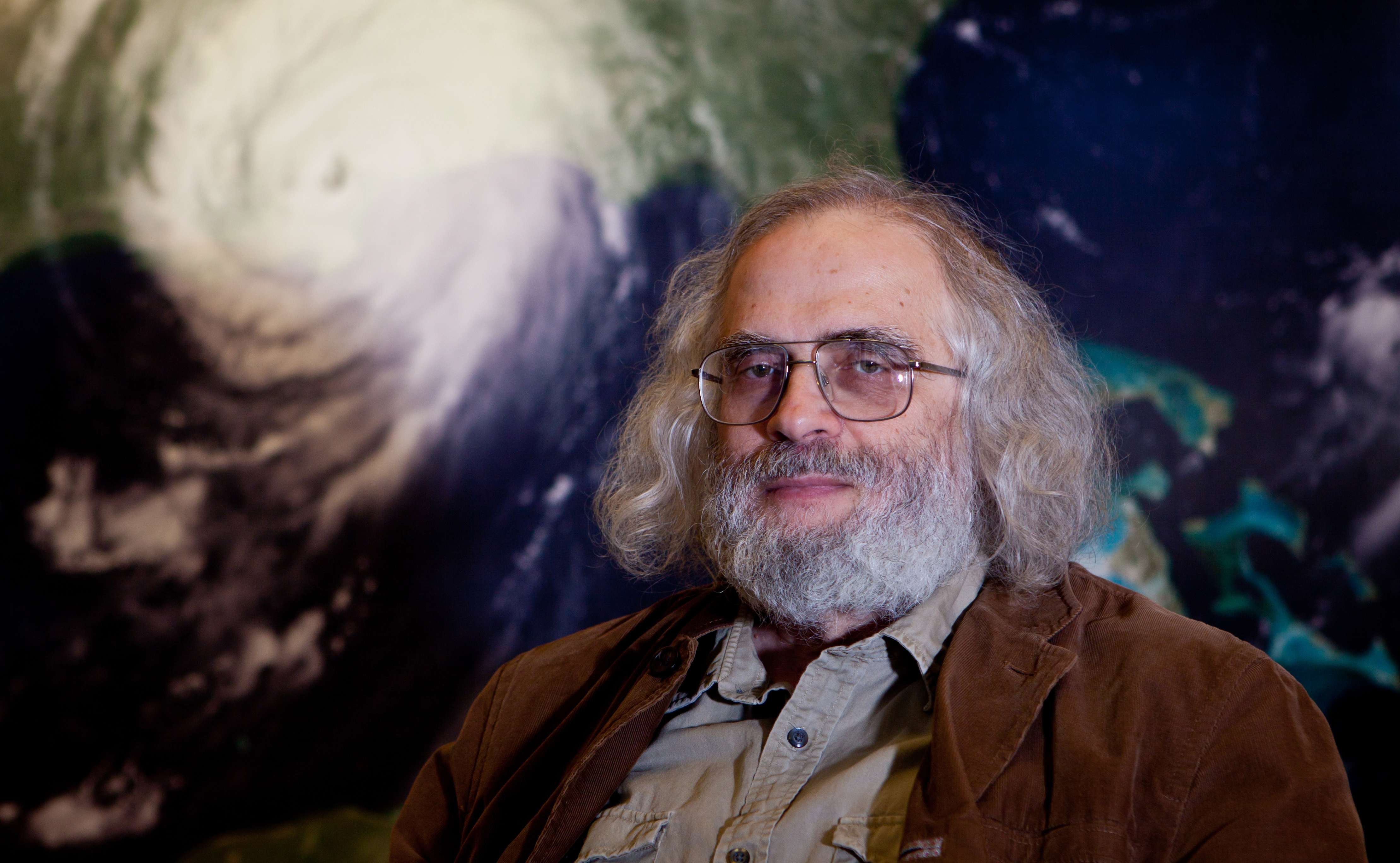
Isaac Held

Isaac Meyer Held (* 23. Oktober 1948 in Ulm)  ist ein US-amerikanischer Meteorologe und Klimaforscher.

## Leben
Held war der Sohn von Holocaust-Überlebenden und kam mit vier Jahren in die USA nach Minnesota. Er studierte Physik an der University of Minnesota mit dem Bachelor-Abschluss 1969, wechselte dann an die State University of New York at Stony Brook, wo er von theoretischer Physik zur Klimaforschung wechselte und 1970 seinen Master-Abschluss erhielt, und wurde 1976 an der Princeton University bei Syukuro Manabe promoviert. Als Post-Doktorand war er an der Harvard University und ab 1978 am Geophysical Fluid Dynamics Laboratory der Princeton University. Er ist dort Senior Research Scientist und lehrt auch in Princeton (Lecturer in Atmospheric and Oceanic Sciences seit 1979).
1987 bis 1990 war er Herausgeber des Journal of Atmospheric Science.
Er ist seit 1974 mit Joann Held verheiratet und hat ein Kind.

## Werk
Er befasst sich mit großräumiger atmosphärischer Dynamik, Modellen der Klimasensitivität und -variabilität (in Abhängigkeit von Sonneneinstrahlung und Treibhausgasen) und Hydrodynamik.
1978 veröffentlichte er eine Arbeit, die die Bedeutung des atmosphärischen Temperaturgradienten für die Sensitivität des Klimas gegenüber Sonneneinstrahlung zeigte. 2006 zeigte er mit Brian Soden, dass vermehrte Niederschläge mit einer Abnahme der Walker-Zirkulation vereinbar sein können, wenn infolge der globalen Erwärmung der Wasserdampfgehalt in der unteren Atmosphäre zunimmt.
1975 zeigte er, dass Regionen, die instabil unter Bildung von Rossby-Wellen sind, einen Jet-Stream (geostrophische Winde) ausbilden. Das benutzte er zur Erklärung von Jets auf Jupiter und der Sonne: kleine konvektive Zellen am Äquator übertragen ihre Energie über geostrophische Turbulenzen an Jet-Winde. Er entwickelte mit Arthur Hou eine vereinfachte (in Bezug auf die Verhältnisse auf der Erde nicht realistische) Theorie der Hadley-Zelle unter Ausschaltung atmosphärischer Turbulenz.

## Ehrungen und Mitgliedschaften
Er ist Fellow der American Meteorological Society (1991), deren Meisinger Award er 1987 erhielt und deren Carl-Gustaf Rossby Research Medal 2008, und Fellow der American Geophysical Union (1995), deren Roger Revelle Medal er 2018 erhielt. 1994 erhielt er den Rosenstiel Award der University of Miami und 1999 war er Bernhard Haurwitz Memorial Lecturer der American Meteorological Society. 2003 wurde er Mitglied der National Academy of Sciences. 2011 erhielt er den BBVA Foundation Frontiers of Knowledge Award in der Sparte Klimawandel für seine grundlegenden und Pionier-Beiträge zum Verständnis der Struktur atmosphärischer Zirkulationen und der Rolle von Wasserdampf -dem bedeutendsten Treibhausgas – im Klimawandel (Laudatio).